# Glomeridesmus concolor
Glomeridesmus concolor är en mångfotingart som beskrevs av Chamberlin 1918. Glomeridesmus concolor ingår i släktet Glomeridesmus och familjen Glomeridesmidae. Inga underarter finns listade i Catalogue of Life.